# Riu Betsiboka
El riu Betsiboka és un dels principals rius de Madagascar, que discorre per la zona centre-nord de l'illa, amb una longitud de 525 km. Flueix cap al nord-oest i desemboca a la badia de Bombetoka, formant un gran delta. S'origina a l'est d'Antananarivo. El riu és envoltat de manglars i es distingeix per les seves aigües taronja-vermelloses, causades per la enorme quantitat de llim d'aquest color que transporta cap al mar. Gran part d'aquest residu es diposita a la desembocadura del riu o a la badia. Aquesta característica és la evidència dramàtica de l'erosió del nord-oest de Madagascar. L'eliminació del bosc autòcton en detriment dels cultius i la pastura a partir de mitjans del segle xx principalment, ha generat pèrdues anuals massives de sòl que arriben a unes 250 tones per hectàrea en algunes regions de l'illa, la quantitat més gran enregistrada arreu del món.

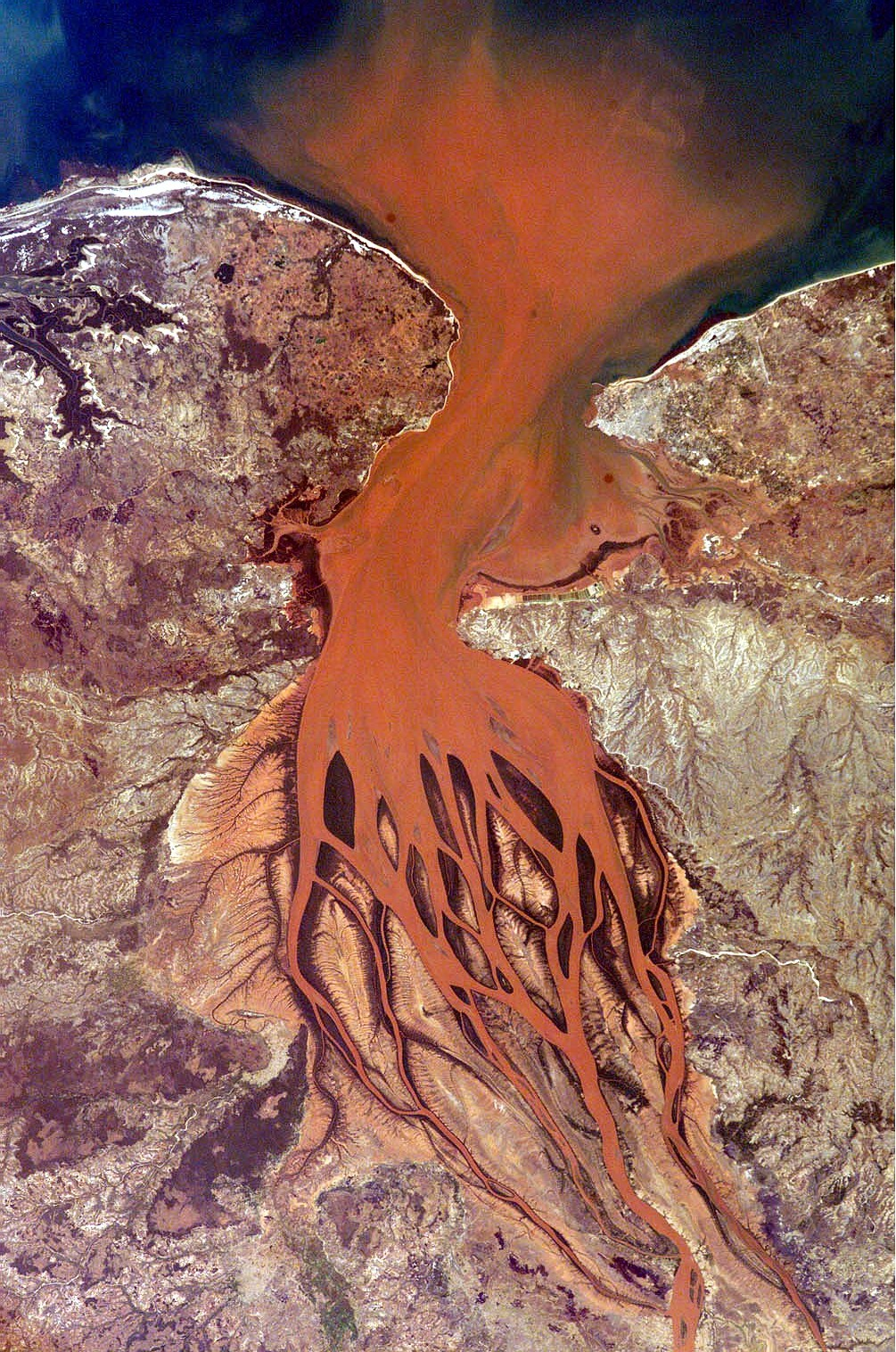
Estuari del Betsiboka vist des de l'espai
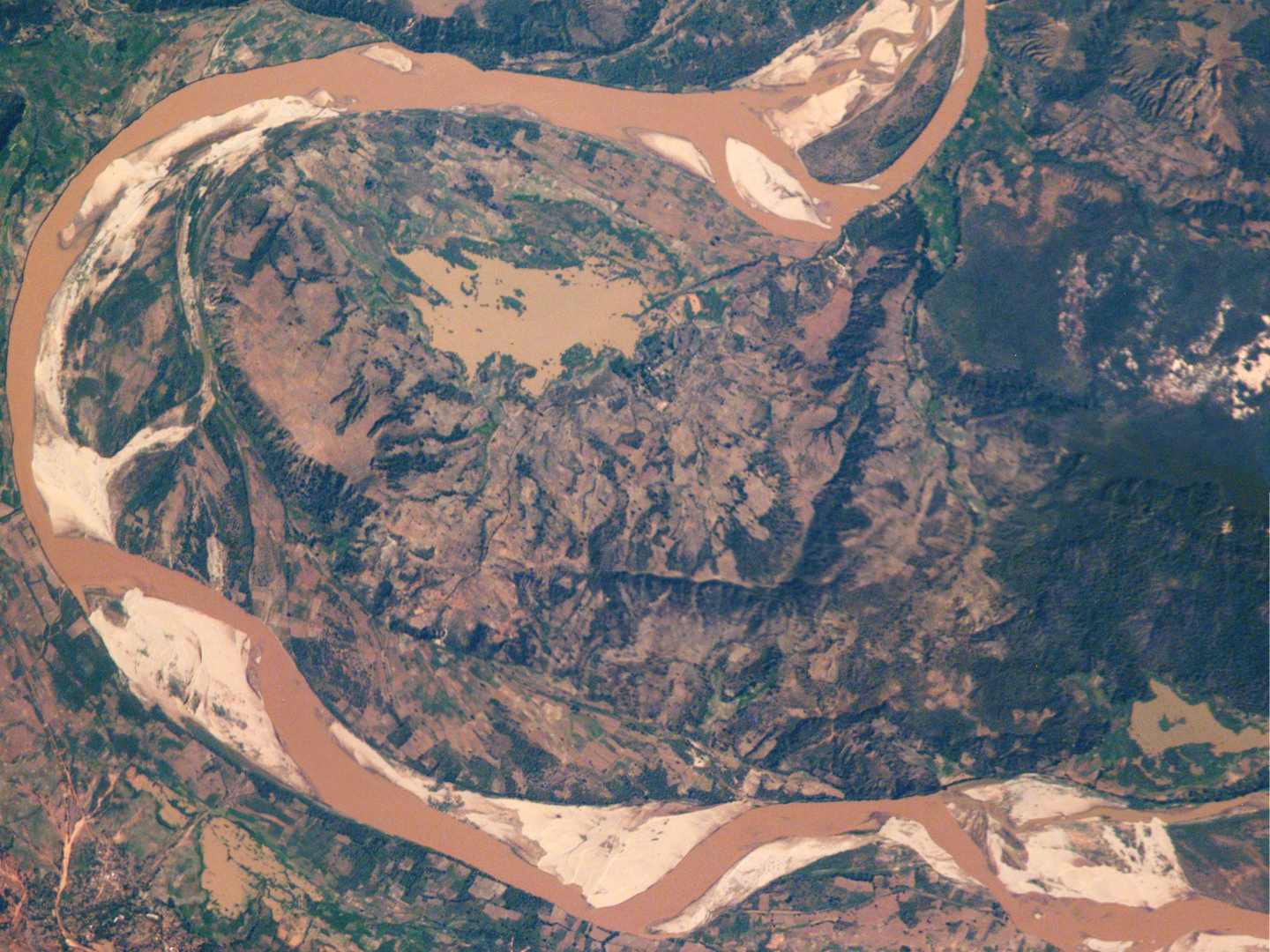
El Betsiboka en condicions normal
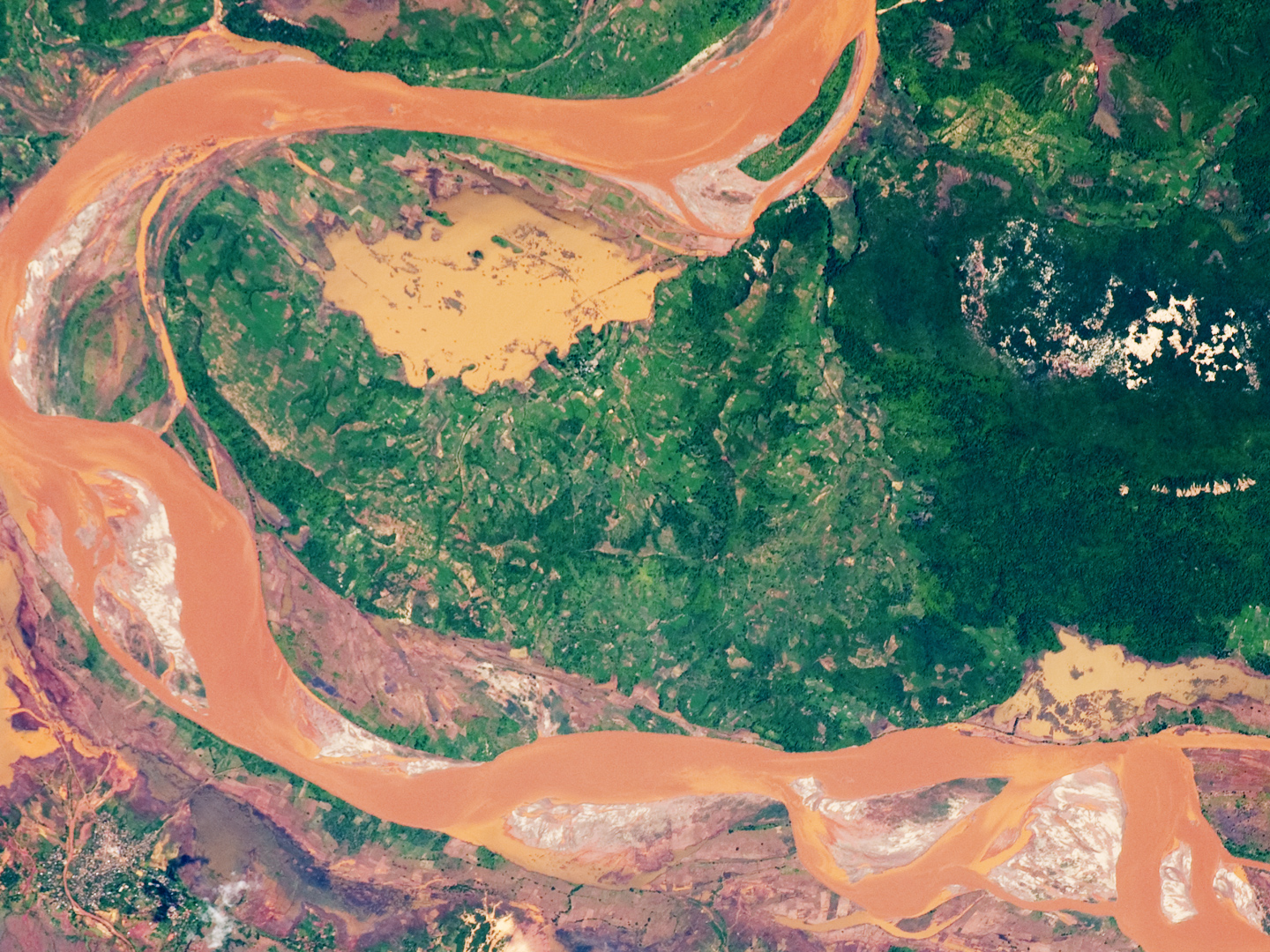
El riu Betsiboka quan es desborda